# ماساکازو کاوابه
ماساکازو کاوابه (انگلیسی: Masakazu Kawabe; ۵ دسامبر ۱۸۸۶ – ۲ مارس ۱۹۶۵) فرد نظامی اهل ژاپن بود.